# Johann Caspar Heimburg

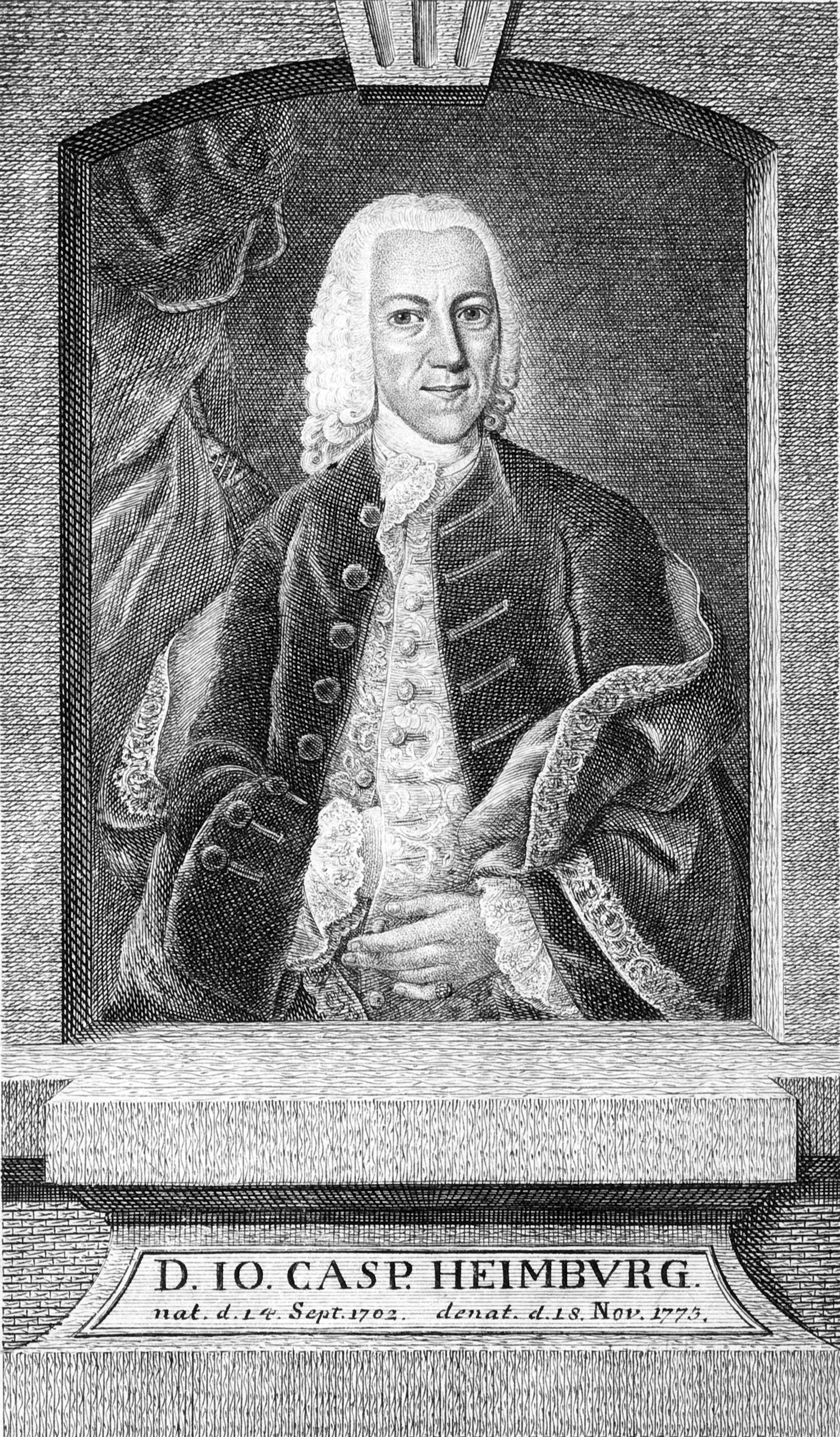
Johann Caspar Heimburg

Johann Caspar Heimburg (* 14. September 1702 in Gotha; † 18. November 1773 in Jena) war ein deutscher Rechtswissenschaftler.

## Leben
Johann Caspar war der Sohn des Gothaer Kaufmanns und Ratsherrn Sebastian Heimburg und dessen Frau Margaretha Catharina Schneider. Er besuchte das Gymnasium Illustre in Gotha, wo er von Gottfried Vockerodt nachhaltig beeinflusst wurde. 1719 bezog er die Universität Jena, wo er anfänglich philosophische Studien absolvierte und sich dann den Rechtswissenschaften zuwendete. Vor allem wurden Johann Philipp Slevogt, Christian Wildvogel, Kaspar Achatius Beck seine prägenden Lehrer. 1729 erwarb er sich den Doktorgrad der Rechte, erhielt 1730 eine außerordentliche Professur an der juristischen Fakultät und wurde 1733 Advokat am Hofgericht. Am 27. Oktober 1733 übernahm er die ordentliche Professur der Instituten und wurde damit verbunden Assessor am Jenaer Hofgericht und Schöppenstuhl.
1736 stieg er in die Professur der Pandekten Patris secunda auf und wurde damit verbunden Beisitzer der Juristenfakultät, 1742 übernahm er die Pandektenprofessur Patris primae, 1743 die Professur des Kodex und der Novellen und war damit verbunden Senior des Schöppenstuhls geworden. Im Juni 1744 ernannte man ihn zum sächsischen Hofrat von Gotha und Altenburg, er wurde 1745 Professor des kanonischen Rechts, womit die Stelle des Ordinarius der Juristenfakultät und des Schöppenstuhls verbunden war. 1759 ernannte man ihn zum geheimen Hofrat, im Februar 1764 wurde er Interimsassessor am Konsistorium, wirkte als Abgeordneter der Sachsen-Weimarischen Landschaft und war Ehrenmitglied der Gesellschaft der höheren Wissenschaften in Jena. Zudem beteiligte er sich auch an den organisatorischen Aufgaben der Jenaer Hochschule. So war er einige Male Dekan der Juristenfakultät und in den Sommersemestern 1741, 1747 sowie 1759 Rektor der Alma Mater. Eigenständige Werke stammen nicht aus seiner Feder. Dennoch tragen einige Programme und Dissertationen seinen Namen, welche vornehmlich im Kontext seiner Hochschullehrertätigkeit entstanden sind.

## Familie
Heimburg war zwei Mal verheiratet. Seine erste Ehe schloss er am 11. Juni 1737 in Jena mit Carolina Sophia Weissenborn († 12. März 1741 in Jena), die Tochter des Theologen Jesaias Friedrich Weissenborn. Aus der Ehe stammen drei Kinder. Seine zweite Ehe ging er am 3. Juni 1748 in Jena mit Christiana Louise Magdalena Weissenborn, die jüngere Schwester seiner ersten Frau, ein. Von den Kindern kennt man:
- Carolina Friderika Maria Heimburg (* 8. Dezember 1740 in Jena; † 3. März 1767 ebd.) verh. 3. Oktober 1756 mit dem Juristen Achatius Ludwig Karl Schmid (* 9. April 1725 in Jena; † 6. Juli 1784 ebd.)
- Johann Friedrich Carl Heimburg (* 17. Juni 1738 in Jena; † 5. August 1740 ebd.)
- Johanna Christina Heimburg (* 29. September 1739 in Jena; † 29. Januar 1741 ebd.)

## Werke (Auswahl)
- Dissertatio inauguralis iuridica de eo quod circa facta universitatum licita iustum est. Jena 1729 (Präsens Johann Christian Schröter, Online)
- Diss. iur. quae quaestionem an is, qui iure praelationis, quod ad sortem in concursu creditorum est munitus, eodem quod ad usuras quoque gaudeat, ex principiis iuris privati universalis, Romani et Germanici declarat examinando. Jena 1730 (Resp. Johann Engel Buhl, Online)
- Diss. iur. de potestate executorum alienae sententiae in causa civili pronunciatae. Jena 1732 (Resp. Helfreich Nicolaus Gärtner genannt Hert, Online)
- Diss. inaug. jur. De his quae in ultima voluntate per scripturam privatam declarata piis causis relinquuntur. Jena 1736 (Resp. Georg Philipp Ruppel, Online)
- Diss. iur. de anticategoria vulgo recriminatione in processu accusatorio ex Romano iure spectata. Pro  Loco. Jena 1737 (Online)
- Diss. inaug. jur. de fisco res debitorum fiscalium iure creditoris distrahente. Jena 1738 (Resp. Friedrich Pius Linck, Online)
- De condictione mvlieri intercedenti competente. Jena 1739 (Resp. Johann August Hellfeldt, Online)
- Diss. iur. de iure creditorum facta de hereditate transactione. Jena 1740 (Resp. Franz Otto Fricke, Online)
- Diss. inaug. iur. de chirographo post XXX annos adhuc valido. Jena 1740 (Resp. Johann Adolph Daniel Manecke, Online)
- Diss. inaug. jur. De iure creditorum, facta cessione, adversus tertium competente. Jena 1741 (Resp. Brandolph Hagnauer, Online)
- Difficillima emancipationis Romanae et Germanicae capita. Jena 1742 (Resp. Christian Gottfried Freiesleben, Online)
- Diss. auspicalis sistens iuris communis et Germanici differentias in doctrina de fideicommissis. Jena 1743 (Resp. Johann Ernst Schröter, Online)
- Dissertatio Inavgvralis Ivridica De Transactione Ivdiciali Invita, Vvlgo Ob man einem zum Vergleich zwingen könne? Jena 1746 (Resp. Johann Daniel Reinhard, Online), Jena 1769 (Online)
- Diss. inaug. iur. de spolio usurarum aliisque et praesertim spuriis diuturnae usurarum solutionis effectibus. Jena 1747 (Resp. Gebhard Christian Kütemeyer, Online)
- Dissertatio Inavgvralis Ivridica De Spolio Vniversitatis. Jena 1748 (Resp. Johann Caspar Kreusler (Jena), Online)
- Diss. inaug. iur. de iure accrescendi. Jena 1754 (Resp. Helmrich Hermann Nathan Wilckens, Online)
- Diss. inaug. jur. De spolio universitatis. Jena 1748 (Resp. Wilhelm Ernst Kreusler, Online)
- Diss. inaug. de praescriptione actionis pigneraticiae directae. Jena 1756 (Resp. Johann Ludwig Schmidt (1726–1792), Online)
- Diss. inaug. jur. De retractu gentilitio iure in re. Jena 1757 (Resp. Johann Christian Gruner, Online)
- De corpore Christi a corruptione semper libero commentatioad sacra Paschalia ab Academia Jenensi proposita. Jena 1759 (Online)
- Dissertatio Inavgvralis Ivridica De Fvrto Armato Secvndvm Constitvtionem Criminalem Carolinam Spectato. Jena 1761 (Resp. Karl Christian Friedrich Kellner, Online)

### Programme
- Programma de fisco res debitorum fiscalium iure creditoris distrahente. Jena 1738 (Dekanatsprogramm zur Promotion von Friedrich Pius Linck (* 1716 in Nürnberg-1781), Online)
- Programma II. de interlocutionibus principum. Jena 1739 (Dekanatsprogramm zur Promotion von Johann August Hellfeld (Gotha), Online)
- Programma de appellatione ad iudicem superiorem de cuius iure nondum constat facta. Jena 1741 (Dekanatsprogramm zur Promotion von Brandolph Hagnauer, Online)
- Programma de iudice appellationis post introductionem desertae. Jena 1743 (Dekanatsprogramm für Matthias Christoph Gottlieb Boecklen, Online)
- Programma De iurisdictione in vasallum nondum investitum iure Saxonico competente. Jena 1743 (Dekanatsprogramm zur Promotion von Christoph Wilhelm Ludwig Boecklen, Online)
- Programma De Compossessione Ivris Lignandi. Jena 1743 (Dekanatsprogramm zur Promotion von Johann Ernst Schröter, Online)
- Programma de creditore ad iura tertio cedenda haud obligato. Jena 1745 (Dekanatsprogramm zur Promotion von Johann Wilhelm Westphal (* 16. Oktober 1720 in Quedlinburg), Online)
- Programma I. de spolio non restituendo. Jena 1747 (Dekanatsprogramm zur Promotion von Gebhard Christian Kuetemeyer, Online)
- Programma quo quaestio, an advocatus fisci ad consequendam poenam, quam reus incurrrit, peculiari processu opus habeat? Jena 1747 (Dekanatsprogramm zur Promotion von Johann Andreas Hoffmann (* 9. September 1719 in Tambach/Gotha; † 16. Mai 1795 in Marburg), Online), Jena 1760 (Online)
- Programma De ivdicato anomalo in clausula remotae appellationis rescripto addita conspicuo. Jena 1748 (Dekanatsprogramm zur Promotion von Achat Ludwig Carl Schmidt, Online)
- Programma quo inquiritur an oblatio libelli principi facta litispententiam inducat. Jena 1750 (Dekanatsprogramm zur Promotion von Georg Christian Heider, Online)
- Programma Interrvptione Praescriptionis Per Pignorationem. Jena 1755 (Dekanatsprogramm zur Promotion von Albert Christian Heinrich Schröder, Online)
- Programma de furto aratrorum. Jena 1755 (Dekanatsprogramm zur Promotion von Ludwig Albert Häckhel, Online)
- Programma de interventione principali anomala, Jena 1756 (Dekanatsprogramm zur Promotion von Wilhelm Friedrich Kreidenmann, Online)
- Programma de praescriptione immemoriali contra legem prohibentem valente. Jena 1756 (Dekanatsprogramm zur Promotion von Johann Ludwig Schmid (* 22. April 1726 in Quedlinburg), Online)
- Programma de taedio vitae poenam homicidii non mitigante. Jena 1757 (Dekanatsprogramm zur Promotion von Christian Just Wiedeburg, Online)
- Programma quo quaestio, quaenam poena incestus materterae cum eius sororis filio commsisi iure criminali Carolino obtineat? Jena 1765 (Dekanatsprogramm zur Promotion von Gotthard Justus Wilhelm Salzmann, [Online])
- Programma De Poena Matris Infantis Svi Recens Nati Mortem Ex Proposito Matvrantis. Jena 1766 (Dekanatsprogramm zur Promotion von Christian Ludwig Kerner (Hechingen), Online)
- Programma de matre infanticidium confessa etiamsi corpus delicti deficiat morte multanda. Jena 1766 (Dekanatsprogramm von Gottlob Eusebius Oeltze, Online)